# Pietro Moriconi
Pietro Moriconi (XI secolo – Pisa, 1119) è stato un arcivescovo cattolico italiano.

## Biografia
Per tradizione appartenente alla nobile famiglia dei Moriconi da Vico, divenne arcivescovo di Pisa agli inizi del XII secolo succedendo a Daimberto, il primo patriarca Latino di Gerusalemme. Pietro proseguì l'opera del suo predecessore volta a ordinare e rafforzare la chiesa pisana. Compare per la prima volta in un documento del 19 marzo 1106. Prese parte alla spedizione pisana contro le Isole Baleari del 1113-1115, e successivamente avversò tutte le soluzioni di pace che avrebbero potuto ledere gli interessi pisani. Morì nel 1119 s.p. e fu sepolto solennemente nella cattedrale pisana il 10 settembre dello stesso anno.